# Liparos
Liparos (altgriechisch Λίπαρος Líparos) ist in der griechischen Mythogie ein Ausone und Gründer der Stadt Lipari auf der gleichnamigen Insel.
Nach Diodor war er Sohn des Königs Auson und wurde von seinen Brüdern aus Italien vertrieben. Mit seinen Gefährten und einigen Kriegsschiffen floh er zu der später nach ihm benannten Insel Lipari, siedelte sich mit seinen ausonischen Gefolgsleuten dort an und gründete die Stadt Lipari. Sehr viel später ließ sich Aiolos, der Sohn des Hippotes, mit Gefährten auf der Insel nieder und heiratete Liparos’ Tochter Kyane.
Da sich Liparos danach sehnte, auf das italienische Festland zurückzukehren, half Aiolos seinem Schwiegervater, Gebiete in der Gegend um Sorrent zu erlangen, über die Liparos König wurde, während Aiolos die Herrschaft über Lipari übernahm. Noch lange nach seinem Tod soll Liparos bei Sorrent ähnlich wie ein Heros verehrt worden sein.